# کانتری کلاب هیلز (میزوری)
کانتری کلاب هیلز (به انگلیسی: Country Club Hills) یک شهر در ایالات متحده آمریکا است که در شهرستان سنت لوئیس، میزوری واقع شده‌است. کانتری کلاب هیلز ۰٫۴۷ کیلومتر مربع مساحت و ۱٬۲۷۴ نفر جمعیت دارد و ۱۶۵ متر بالاتر از سطح دریا واقع شده‌است.